# Брюттелен
Брюттелен (нім. Brüttelen) — громада  в Швейцарії в кантоні Берн, адміністративний округ Зееланд.

## Географія
Громада розташована на відстані близько 25 км на захід від Берна.
Брюттелен має площу 6,6 км², з яких на 7,1% дозволяється будівництво (житлове та будівництво доріг), 69,9% використовуються в сільськогосподарських цілях, 22,5% зайнято лісами, 0,5% не є продуктивними (річки, льодовики або гори).

## Демографія
2019 року в громаді мешкало 588 осіб (+2,6% порівняно з 2010 роком), іноземців було 20,2%. Густота населення становила 89 осіб/км².
За віковим діапазоном населення розподілялося таким чином: 17,9% — особи молодші 20 років, 62,8% — особи у віці 20—64 років, 19,4% — особи у віці 65 років та старші. Було 265 помешкань (у середньому 2,2 особи в помешканні).
Із загальної кількості 298 працюючих 100 було зайнятих в первинному секторі, 15 — в обробній промисловості, 183 — в галузі послуг.